# Something to Talk About
Something to Talk About is een Amerikaanse speelfilm uit 1995 onder regie van Lasse Hallström.

## Verhaal
Grace Bichon leidt met haar man Eddie en dochter Caroline een gelukkig leven. Grace werkt in de stoeterij van haar vader. Het geluk van Grace lijkt niet te verstoren, totdat ze haar man betrapt terwijl hij met een jonge onbekende vrouw een hartstochtelijke kus deelt. Grace krijgt hierdoor een totaal andere kijk op haar leven.

## Rolverdeling
| Acteur           | Personage             |
| ---------------- | --------------------- |
| Julia Roberts    | Grace King Bichon     |
| Dennis Quaid     | Eddie Bichon          |
| Robert Duvall    | Wyly King             |
| Gena Rowlands    | Georgia King          |
| Kyra Sedgwick    | Emma Rae King         |
| Brett Cullen     | Jamie Johnson         |
| David Huddleston | Jack 'Mad Dog' Pierce |